# Sussaba pulchella
Sussaba pulchella är en stekelart som först beskrevs av Holmgren 1858.  Sussaba pulchella ingår i släktet Sussaba och familjen brokparasitsteklar. Arten är reproducerande i Sverige.

## Underarter
Arten delas in i följande underarter:
- S. p. watanabei
- S. p. alpigena